# TFIIE
El factor de transcripción general IIE o TFIIE es uno de varios factores de transcripción generales que componen el complejo de pre-iniciación de la ARN polimerasa II. Es un tetrámero de dos cadenas alfa y dos beta e interactúa con TAF6/TAFII80, ATF7IP y la proteína IE63 del virus varicela-zóster.
TFIIE recluta a TFIIH al complejo de iniciación y activa tanto el dominio quinasa del extremo C-terminal de la ARN polimerasa II, como el dominio ATPasa dependientes de ADN de TFIIH. Tanto TFIIH como TFIIE son necesarios para el reconocimiento del promotor por parte de la ARN polimerasa. TFIIE está codificado por los genes GTF2E1 y GTF2E2. Se cree que TFIIE está involucrado en la fusión del ADN en la región del promotor: contiene un motivo de cinta de zinc que puede unirse al ADN monocatenario.